# Jiří Zahradníček
Jiří Zahradníček (22. listopadu 1923 Nový Bydžov – 8. dubna 2001 Praha) byl český operní pěvec – tenorista.

## Životopis
Jeho profesionální dráha začala v německém divadle v Liberci, kde byl angažován v letech 1941–1945 v operním sboru, a pak 1945–1953 jako  sólista DFXŠ. Další angažmá měl 1953–1959 v Opavé, 1959–1963 v SD Ostrava, 1963–1969 v SND Bratislava. V první polovině roku 1970 působil v norské opeře v Oslu. Od 1. září 1970 byl členem opery Národního divadla, a to až do 31. prosince 1990, kdy odešel do důchodu, ale ještě dál v ND hostoval.

## Ceny a ocenění
- 1968 titul zasloužilý umělec[zdroj⁠?!]
- 1981 cena Grammy Award – za nejlepší operní nahrávku[1]
- 1995 cena Senior Prix 95[2]
- 1999 cena Thálie za celoživotní mistrovství[3]

## Role, výběr

### Národní divadlo
- Výlety pana Broučka 1960 – Mazal, Blankytný, Petřík
- Turandot 1969 – Kalaf
- Hubička  1970 – Lukáš
- Bohéma 1970 a 1992 – Rudolf
- Carmen 1970 – Don José
- Hoffmannovy povídky 1971 – Hoffmann
- Rusalka 1971 – Princ
- Dvě vdovy 1973 – Ladislav Podhájský
- Piková dáma 1973 – Heřman
- Rigoletto 1974 a 1988 – Vévoda mantovský
- Čertova stěna 1974 – Jarek
- Mistři pěvci norimberští 1978 a 1982 – Walter von Stolzing
- Peter Grimes 1979 – Peter Grimes
- Tosca 1980 – Mario Cavaradossi
- Silnice (Kašlík) 1982 – Blázen – clown
- Řecké pašije 1984 – Ianakos
- Braniboři v Čechách 1984 – Jíra
- Trubadúr 1986 – Manrico